# Helmar Schöne
Helmar Schöne (* 1966 in Berlin) ist ein deutscher Politikwissenschaftler und Hochschullehrer.

## Leben
Schöne studierte in Berlin Politikwissenschaft und Soziologie und schloss 1992 als Diplom-Politologe ab. Nach dem Studium war er zunächst in verschiedenen sozialwissenschaftlichen Forschungsprojekten tätig, bevor er 1999 am Institut für Sozialwissenschaftliche Forschung an der Freien Universität Berlin mit der Arbeit Probleme und Chancen parlamentarischer Integration: eine empirische Studie zum Ost-West-Integrationsprozess unter Abgeordneten zum Dr. phil. promoviert wurde. Anschließend von 1999 bis 2002 war Schöne Wissenschaftlicher Mitarbeiter am Institut für Politikwissenschaft der Technischen Universität Dresden, dann von 2002 bis 2010 an der Pädagogischen Hochschule Schwäbisch Gmünd, mit einer Unterbrechung 2006, als er Fulbright-Visiting-Scholar an der University of Iowa war. In Schwäbisch Gmünd erfolgte 2009 die Habilitation mit der Arbeit Alltag im Parlament: Parlamentskultur in Theorie und Empirie.
Nach der Lehrstuhlvertretung an der Professur für das Politische System der Bundesrepublik Deutschland an der Universität Leipzig 2010 folgte Schöne 2011 einem Ruf auf die Professur für Politikwissenschaft und ihre Didaktik an die Pädagogische Hochschule Schwäbisch Gmünd. Von 2013 bis 2016 war er an der PH Prorektor für Studium und Lehre.

## Forschungsschwerpunkte
Zu den Forschungsschwerpunkten Schönes zählt die Parlamentarismusforschung, die Politische-Kultur-Forschung sowie die Beschäftigung mit dem Regierungssystem der Bundesrepublik Deutschland. Außerdem beschäftigt er sich mit dem Professionswissen von Lehrkräften.

## Publikationen (Auswahl)
- Probleme und Chancen parlamentarischer Integration: eine empirische Studie zum Ost-West-Integrationsprozess unter Abgeordneten. Wiesbaden 1999: DUV. ISBN 3-8244-4363-5.
- Alltag im Parlament: Parlamentskultur in Theorie und Empirie. Baden-Baden 2010: Nomos. ISBN 978-3-8329-5306-5.
- mit Thomas Gey: So arbeitet der Sächsische Landtag. Rheinbreitbach 2011: NDV. ISBN 978-3-87576-676-9.